# Nola melbournensis
Nola melbournensis är en fjärilsart som beskrevs av Embrik Strand 1920. Nola melbournensis ingår i släktet Nola och familjen trågspinnare. Inga underarter finns listade i Catalogue of Life.